# Corps de bâtiment
Le terme « bâtiment » confond habituellement dans le langage aussi bien l'activité professionnelle, le secteur économique et l'ouvrage lui-même (plus de détails sur Construction). Un bâtiment est une construction immobilière durable servant d'abri.
Par « corps de métier » ou « corps d'état », voire « corps du bâtiment », on désigne l'activité professionnelle dans le secteur du bâtiment.

## Composition architecturale
L’œuvre d'architecture (art de construire les édifices et d’aménager les jardins) se constitue dès le projet avec des membres de corps de bâtiment qui la décomposent et les constitue (l'architectonique, en général faite par un architecte).
Le corps de bâtiment désigne dans la technique de construction et dans l'architecture les volumes construits homogènes distincts et d'un seul tenant dans l'ouvrage bâti.
Cela concerne les parties de l'édifice dissociables entre elles sans dommage dans la structure générale de l'édifice, à la fois sous leur forme visible et leurs éléments porteurs.
Dans ce sens a été créé le terme « corps de logis » et désigne le corps du bâtiment-logis.
Les corps :
- le « corps principal » comporte la porte d'entrée principale ;
- l’« arrière-corps » est un membre en très grande partie en arrière ou intégralement contenu en arrière du corps de bâtiment  concerné (par exemple une cage d’escalier) ;
- l’« avant-corps » est un membre intégralement en avant (par exemple le perron) ou en surplomb (par exemple l’oriel) du corps de bâtiment concerné. Par extension, on le désigne aussi par « avancement » ;
- le corps « à cheval » est en débord avant et arrière du corps principal ;
- l'aile est un corps de bâtiment de la construction classique qui est vu séparé du corps principal central qu'il flanque. L'aile est souvent disposée en paire symétrique. Les ailes, soit « en avant-corps », soit « en arrière-corps », sont en général « en retour » (à l'équerre) du corps principal et donnent la ou les cours avant et arrière.
- le jardin n'est pas un corps, mais la jardinière est un petit « corps creux » de toute forme (par exemple une jarre).